# 千葉直重
千葉 直重（ちば なおしげ）は、戦国時代から安土桃山時代の武将で、北条氏政の子。兄の北条氏直から一字を与えられて直重と名乗る。

## 生涯
天正12年（1584年）以前までに叔父氏照（大石源三）の養子になった。
天正13年（1585年）の千葉邦胤の死後、邦胤の男子は幼少であり、千葉氏の家中の間で北条氏の対応を巡り内紛が生じていたが、北条派は、佐倉領の進軍を求めてきた。それを受けて10月末に氏直の進軍が行われ、新たに鹿島城を築城して佐倉領を制圧した。同時に、反北条派の頭領である原親幹に対し氏政は服属をすすめる交渉を行っている。鹿島城築城を受けて親幹は忠誠を誓う起請文を提出し、北条家に屈服し、これにより（のちの直重が）養子に入って継承することになった。また、この際、北条家は邦胤の生母ではないものの家中に影響力を持つ千葉胤富の室（千葉勝胤の子・神島胤重の娘とされる）を担ぎ出すことに成功して、邦胤の娘を直重に嫁がせることを取り纏めたという。天正17年元服し、千葉家に由来すると見られる七郎を称し、同年には家督を継承した。
小田原征伐では、小田原城に籠城した。小田原合戦後は妻と離別して兄・氏直に従い高野山に隠棲し、天正19年（1591年）に赦免されると、同じく赦免されたとみられ、蜂須賀家政に仕え、知行500石を与えられている。
なお、継室との間に生まれた実子の十三郎は早世したため、蜂須賀氏家臣益田豊正の三男を婿養子に迎え、一字を与えて大石重昌（おおいし しげまさ）と称させた上で家督を継承させた。子孫は代々蜂須賀家に仕え、三代後の直武（なおたけ）から実家（後北条氏）の祖先とされる伊勢氏を称している。
直重を氏政の子とする説については黒田基樹の研究によるところが大きいが、近年朝野雅文は『寛政重修諸家譜』の記述を根拠として直重を北条氏康の子とする異説を唱えている。それによると直重は千葉親胤の暗殺後に氏康と千葉氏重臣の工作により千葉利胤の娘を娶って家督を継いだものの、千葉胤富擁立派に敗れて北条家に戻った後に実兄の氏照の養子になったものとしている。